# Aselsan
Aselsan A.Ş. (acronyme en turc de Askeri Elektronik Sanayi, Industrie d'Électronique Militaire) est une entreprise d'armement turque qui produit des systèmes de communication et de défense électronique pour le compte de l'armée turque.
Selon un rapport de l'Institut international de recherche sur la paix de Stockholm publié en 2019, elle se classe 54e des cent plus grandes sociétés d'armement au monde. En 2020, elle se classe 48e sur la liste Defense News Top 100, basée sur les ventes de l'année précédente. Aselsan AS se classait en 2023 au 47e rang mondial pour la production d'armement. 

## Historique
Aselsan a été créée en 1975. La société a commencé sa production en 1979 dans les locaux de Macunköy à Ankara. Le catalogue de produits était au départ très restreint, aujourd'hui Aselsan fournit des solutions clés en main, comprenant la conception, le développement, la production, l'intégration, la modernisation et les services après achat dans divers domaines tels que les communications militaires et civiles, les radars et la guerre électronique, l'électro-optique, l'avionique, la défense et les armes, le contrôle de commandes, les éléments marins, le transport, la sécurité, la gestion de l'énergie et de la puissance, ainsi que les systèmes de santé. Aselsan mène des recherches et développements en coopération avec des pôles d'excellence d'universités turques.
En 2019, Aselsan annonce vouloir ouvrir des bureaux au Pakistan et en Ukraine à partir de 2020. La société, en pleine croissance avec des exportations vers 65 pays, a déjà des bureaux dans une dizaine d'autres pays.
En novembre 2020, Aselsan signe un contrat d'exportation de 118 millions d'euros (140 millions de dollars) avec l'un de ses clients internationaux pour fournir une solution de système de défense. Conformément au contrat, les livraisons seront effectuées entre 2020 et 2022.
Aselsan prévoit de concevoir des véhicules marins sans pilote, la société Baykar étant celle qui conçoit les 'véhicules aériens sans humain à bord' (acronyme UAV en anglais), la marine turque pourra également en tirer avantage.